# Lemponye Tshireletso
Lemponye Tshireletso (* 26. August 1987 in Francistown) ist ein botswanischer Fußballspieler auf der Position eines Stürmers. Er ist ehemaliger Spieler der Botswanischen Fußballnationalmannschaft aktuell für die Township Rollers in Botswana aktiv.

## Karriere

### Verein
Tshireletso begann seine Karriere beim damaligen botswanischen Zweitligisten Motlakase Power Dynamos in Palapye, für den er bis 2008 aktiv blieb. Im Juli 2008 wechselte er in die Botswana Premier League zum Militärsportclub Botswana Defence Force XI. Nach fünf Jahren bei der BDF XI, schloss er sich im Juli 2013 dem Ligakonkurrenten Mochudi Centre Chiefs an. Hier gewann er in der zweiten Saison für den neuen Verein seine erste Meisterschaft. Die Saison 2015/16 beendete das Team auf zwar auf dem ersten Platz, doch aufgrund einer Intervention des Vereins BDF XI, wurde die Meisterschaft in ein Playoff ausgespielt. Hier unterlagen die Mochudi Centre Chiefs den Township Rollers jedoch deutlich mit 5:1. Nach der verlorenen Meisterschaft schloss er sich im Juli 2016 den Township Rollers an, bei denen er auch aktuell noch unter Vertrag steht. Er gewann dort in den Jahren 2016 bis 2019 dreimal in Folge die Botswanische Meisterschaft.

### Nationalmannschaft
Sein Debüt für die Botswanische Fußballnationalmannschaft gab Tshireletso am 21. März 2009 im Freundschaftsspiel gegen die Mannschaft aus Namibia. Er nahm an Qualifikationsspielen zur Fußball-Weltmeisterschaft (2014, 2018), des Afrika-Cup (2012, 2013, 2015, 2017, 2019, 2022) und der Afrikanische Nationenmeisterschaft (2014, 2018) teil und war Teilnehmer am COSAFA Cup in den Jahren 2013, 2015, 2016 und 2017. Sein erstes Tor erzielte Tshireletso am 16. März 2011 im Freundschaftsspiel gegen Namibia, als er in der 65. Minute zum 1:1-Ausgleich traf. Seinen letzten Einsatz absolvierte er am 12. November 2020 im Rahmen der Qualifikation zum Afrika-Cup 2022 gegen die Mannschaft aus Sambia. Insgesamt bestritt er 64 Länderspieleinsätze, in denen ihm 11 Tore gelangen.

### Erfolge
Botswanischer Meister: 2015, 2017, 2018, 2019